# Камара Джонс
Камара Джонс-Бартон (англ. Camara Jones-Barton; нар. 15 травня 1972) — американська легкоатлетка, яка спеціалізувалася на бігу на короткі дистанції.

## Спортивні досягнення
Чемпіонка світу з естафетного бігу 4×400 метрів (1995).
Срібна призерка Універсіади з естафетного бігу 4×400 метрів (1995).
Фіналістка (5-е місце) Універсіади з бігу на 400 метрів (1995).
Бронзова призерка чемпіонату Канади з бігу на 400 метрів (1997).